# Choe Yong-gon (Politiker)
Choe Yong-gon (koreanisch 최영건; * 11. Dezember 1951; † Mai 2015) war Vize-Premierminister in Nordkorea sowie stellvertretender Minister für Bau- und Baustoffindustrie.
Im Dezember 2014 verschwand er aus dem öffentlichen Leben. Im August 2015 berichtete die südkoreanische Nachrichtenagentur Yonhap, dass er laut einer anonymen Quelle im Alter von 63 Jahren hingerichtet worden sein soll, nachdem er Kritik an der Politik von Kim Jong-un in Bezug auf die Forstwirtschaft geäußert haben soll. Der südkoreanische Geheimdienst sagte, es sei nicht möglich, zu verifizieren, ob Choe hingerichtet wurde oder nicht.